# Stockholm Open 1979
Відкритий чемпіонат Стокгольма з тенісу 1979 — тенісний турнір, що проходив на кортах з твердим покриттям. Чоловічі змагання проходили в рамках Colgate-Palmolive Grand Prix 1979, жіночі - в рамках Туру WTA 1979 і відбулись у Стокгольмі (Швеція). Жіночий турнір тривав з 2 до 5 листопада 1979 року, а чоловічий - з 5 до 11 листопада 1979 року.

## Фінальна частина

### Одиночний розряд, чоловіки
Джон Макінрой —  Джін Меєр, 6–7, 6–3, 6–3

### Одиночний розряд, жінки
Біллі Джин Кінг —  Бетті Стов, 6–3, 6–7, 7–5

### Парний розряд, чоловіки
Пітер Флемінг /  Джон Макінрой —  Том Оккер /  Войцех Фібак, 6–4, 6–4

### Парний розряд, жінки
Бетті Стов /  Венді Тернбулл —  Біллі Джин Кінг /  Ілана Клосс, 7–5, 7–6